# Nakensvansade råttor
Nakensvansade råttor (Uromys) är ett släkte i underfamiljen möss (Murinae) med 10 arter som förekommer i Nya Guinea, Australien och på andra öar i samma region.

## Kännetecken
Dessa gnagare når en kroppslängd mellan 20 och 34 cm och därtill kommer en 23 till 38 cm lång svans. Vikten varierar från 350 till 1020 gram. Den oftast grova pälsen är på ovansidan grå-, brun eller svartaktig; undersidan är vanligen ljusgrå eller vitaktig. Trots namnet är svansen inte helt naken med håren är mycket glest fördelade. Istället är svansen täckt av fjäll som bildar en mosaik. Hos några arter är svansen helt svart, hos andra är spetsen vit eller gul.

## Utbredning och levnadssätt
Utbredningsområdet sträcker sig främst över Nya Guinea och mindre öar kring huvudön. Dessutom förekommer de i norra Queensland (Australien), på Guadalcanal som tillhör Salomonöarna. De flesta arterna klättrar i träd. Svansen är ingen gripsvans men den ger bättre grep med sina fjäll när den vrids kring grenar. Bara U. imperator och U. porculus vistas främst på marken. De bygger vanligen sin bo i trädhål och livnär sig av nötter, frukter och blommor. Uromys caudimaculatus använder ibland bergssprickor, grottor eller övergivna gruvor som näste.
Nakensvansade råttor hotas av skogsavverkningar samt av introducerade rovdjur som katter. Tre arter är kanske redan utdöda men de listas av IUCN som akut hotade (critically endangered). Endast två arter listas som livskraftig.

## Systematik
Inom underfamiljen möss sammanfattas nakensvansade råttor med några andra släkten som förekommer i Australien, Nya Guinea och på Salomonöarna i den så kallade Uromys-gruppen. De andra släkten är Melomys, Paramelomys, Protochromys och Solomys.
Efter nyare genetiska undersökningar räknas Uromys-gruppen tillsammans med andra grupper i ett tribus, Hydromyini. De andra grupperna är: Chrotomys-gruppen, Hydromys-gruppen, Lorentzimys-gruppen, Pogonomys-gruppen, Pseudomys-gruppen och Xeromys-gruppen. En närmare släktskap till de egentliga råttorna (Rattus) består däremot inte.
Nakensvansade råttor utgörs av 10 arter som fördelas på två undersläkten:
- Undersläkte Cyromys, lever alla på Guadalcanal.
  - Uromys imperator iakttogs under slutet av 1800-talet för sista gången och är troligen utdöd.
  - Uromys porculus saknas likaså sedan slutet av 1800-talet.
  - Uromys rex är starkt hotad (endangered).
- Undersläkte Uromys, förekommer på Nya Guinea, mindre öar i närheten och i norra Australien.
  - Uromys anak lever i bergstrakter i centrala Nya Guinea.
  - Uromys boeadii är endemisk för ön Biak, beståndet minskar kraftigt och arten listas som akut hotad (critically endangered).
  - Uromys caudimaculatus lever i Nya Guinea och norra Australien.
  - Uromys emmae är bara känd från ön Owi norr om Nya Guinea, arten kan vara utdöd.
  - Uromys hadrourus förekommer i nordöstra Queensland, listas som sårbar (vulnerable).
  - Uromys neobritannicus är endemisk för ön Niu Briten och listas som starkt hotad (endangered).
  - Uromys siebersi lever på Kaiöarna, listas med kunskapsbrist (data deficient).

Året 2017 upptäcktes och beskrevs ytterligare en art, Uromys vika, som lever på Vangunu (Salomonöarna).